# Sulla tua bocca lo dirò
Sulla tua bocca lo dirò — шестьдесят пятый студийный альбом итальянской певицы Мины, выпущенный в 20 февраля 2009 года на лейбле PDU. Альбом записывался при участии оркестра, дирижёр и аранжировщик — Джанни Феррио.
В 2018 году журнал Rolling Stone поместил его на 5-е место в списке самых недооценённых альбомов Мины.

## Список композиций
| №                   | Название                                            | Текст песни                     | Музыка                          | Длительность |
| ------------------- | --------------------------------------------------- | ------------------------------- | ------------------------------- | ------------ |
| 1.                  | «Mi chiamano Mimì»                                  | Джузеппе Джакоза, Луиджи Иллика | Джакомо Пуччини                 | 6:37         |
| 2.                  | «Ideale»                                            | Кармело Эррико                  | Франческо Паоло Тости           | 4:00         |
| 3.                  | «I have a love»                                     | Стивен Сондхайм                 | Леонард Бернстайн               | 3:38         |
| 4.                  | «Caro mio ben»                                      | Джузеппе Джордани               | Джузеппе Джордани               | 2:34         |
| 5.                  | «Oblivion (Una sombra más)»                         | Альба Фоссати                   | Астор Пьяццолла                 | 4:42         |
| 6.                  | «Mi parlavi adagio»                                 | Джорджо Калабрезе               | Томазо Альбиони, Ремо Джадзотто | 3:49         |
| 7.                  | «Manon (Preludio al terzo atto di "Manon Lescaut")» | Джорджо Калабрезе               | Джакомо Пуччини                 | 3:49         |
| 8.                  | «Bess, you is my woman now/I loves you, Porgy»      | Дюбос Хэйворд, Айра Гершвин     | Джордж Гершвин                  | 5:15         |
| 9.                  | «È la solita storia…»                               | Леопольдо Маренко               | Франческо Чилеа                 | 3:46         |
| 10.                 | «Nessun dorma»                                      | Джузеппе Адами, Ренато Симони   | Джакомо Пуччини                 | 3:32         |
| 11.                 | «E lucevan le stelle»                               | Луиджи Иллика                   | Джакомо Пуччини                 | 2:46         |
| 12.                 | «Sono andati?»                                      | Луиджи Иллика                   | Джакомо Пуччини                 | 5:23         |
| Общая длительность: | Общая длительность:                                 | Общая длительность:             | Общая длительность:             | 56:14        |

## Чарты

### Еженедельные чарты
| Чарт (2009)               | Высшая позиция |
| ------------------------- | -------------- |
| Италия (Classifica album) | 2              |

### Годовые чарты
| Чарт (2009)   | Позиция |
| ------------- | ------- |
| Италия (FIMI) | 64      |

## Сертификации и продажи
| Регион                                                       | Сертификация | Продажи |
| ------------------------------------------------------------ | ------------ | ------- |
| Италия (FIMI)                                                | Золотой      | 30 000* |
| * Данные о продажах приведены только на основе сертификации. |              |         |